# اقجه قلعه

## جمعیت
این روستا در دهستان قره‌پشتلو پایین قرار دارد و براساس سرشماری مرکز آمار ایران در سال ۱۳۸۵، جمعیت آن ۳۱۵ نفر (۸۲خانوار) بوده‌است.
از مشاهیر این روستا می‌توان محمد علی شعبانی را نام برد.